# Адай
Ада̀й (на ирландски: Baile Átha Í – Балъ Аахъ Ии; на английски: Athy, на английски се произнася [əˈθaɪ]) е град в централната източна част на Ирландия. Намира се в графство Килдеър на провинция Ленстър на 72 km югозападно от столицата Дъблин в долината на река Бароу. Първите сведения за града датират от 12 век. Една от архитектурните забележителности на града е „Белият замък“. Има жп гара по линията Дъблин-Килкени, открита на 4 август 1846 г. Населението му е 7943 жители от преброяването през 2006 г.

## Побратимени градове
- Гранвиер, Франция